# ポール・ブリックヒル
ポール・ブリックヒル（Paul Brickhill、1916年12月20日 - 1991年4月23日）はオーストラリアの作家。
映画『大脱走』、『暁の出撃』などの原作者。

## 略歴
ポール・ブリックヒルは、1916年にオーストラリアのメルボルンで生まれた。シドニー大学卒業後は新聞記者として勤めていたが、1940年オーストラリア空軍に志願し、北アフリカ戦線で戦闘機パイロットとして戦うことになった。1943年、彼はチュニジア上空の空戦で撃墜され、脱出するも捕虜となった。その後ドイツに送られ、スタラグ・ルフト IIIに収容されている。
戦後は自らの体験を生かして『大脱走』や『暁の出撃』、『殴り込み戦闘機隊』といった作品を生み出した。
1991年にシドニーで死去。

## 著書
- Escape to Danger (Conrad Nortonとの共著). London: Faber and Faber, 1946.
- The Great Escape. New York: Norton, 1950.(『大脱走』ハヤカワ文庫NV145, 1977)
- The Dam Busters. London: Evans, 1951.(『暁の出撃』朝日ソノラマ, 1991)
- Escape – Or Die: Authentic Stories of the R.A.F. Escaping Society. London: Evans, 1952.
- Reach for the Sky: The Story of Douglas Bader DSO, DFC. London: Collins, 1954.
- The Deadline. London: Collins, 1962. (アメリカ合衆国内書名 War of Nerves)[38]
- Three Great Air Stories. London: Collins, 1970.